# The Greatest Horn in the World
The Greatest Horn in the World è un album contenente cover del trombettista statunitense Al Hirt, pubblicato nel 1961.

## Descrizione
L'album, messo in commercio dalla casa discografica RCA e prodotto da Steve Sholes, comprende esecuzioni di noti standard composti tra gli anni '20 e gli anni '40.

## Tracce
1. Stompin' at the Savoy
2. Begin the Beguine
3. Let's Do It
4. Sweet Sue, Just You
5. Undecided
6. I'm on My Way
7. Out of Nowhere
8. Georgia on My Mind
9. Stella by Starlight
10. Willow Weep for Me
11. What's New
12. To Ava